# تاشوو
تاشوو (به چکی: Tašov) یک منطقهٔ مسکونی در جمهوری چک است که در Ústí nad Labem District واقع شده‌است. تاشوو ۳٫۶ کیلومتر مربع مساحت و ۱۴۷ نفر جمعیت دارد و ۴۶۴ متر بالاتر از سطح دریا واقع شده‌است.